# Berrac
Berrac (Berrac en gascon) est une commune rurale française, située dans le nord du département du Gers en région Occitanie. Sur le plan historique et culturel, la commune est dans la Lomagne, une ancienne circonscription de la province de Gascogne ayant titre de vicomté, surnommée « Toscane française ».
Exposée à un climat océanique altéré, elle est drainée par l'Auchie et par divers autres petits cours d'eau.
Berrac est une commune rurale qui compte 114 habitants en 2022, après avoir connu un pic de population de 379 habitants en 1846.  Elle fait partie de l'aire d'attraction de Lectoure. Ses habitants sont appelés les Berracaises et les Berracais.
Le patrimoine architectural de la commune est riche, avec notamment un immeuble protégé au titre des monuments historiques : le château de Cadreils, inscrit en 1973.

## Géographie

### Localisation
Berrac appartient au canton de Lectoure et à l'arrondissement de Condom, en pleine Lomagne gersoise, au nord-est de Condom et au sud d'Agen.
Situé à  47 km d'Auch et à 12 km à l'ouest de Lectoure, le village est perché sur le replat d'une petite colline, de 20 mètres inférieur au plateau karstique de La Romieu. Une corniche naturelle l’enserre à l'est, sud et nord. Situé à une altitude de 187 mètres, Berrac occupe une  superficie de 8 km2.
Berrac est un joli petit castelnau (castelnau = bourg castral fondé en Occitanie à partir du 12e siècle, à proximité d'un château et dont les habitants étaient sous la protection d'un seigneur).

### Communes limitrophes
Les communes limitrophes sont  La Romieu, Larroque-Engalin, Pouy-Roquelaure, Saint-Martin-de-Goyne et Saint-Mézard.
| Pouy-Roquelaure | Saint-Mézard     |                       |
| La Romieu       | Berrac           | Saint-Martin-de-Goyne |
|                 | Larroque-Engalin |                       |

### Géologie et relief
La commune de Berrac est située sur un plateau calcaire.[réf. nécessaire]
Berrac se situe en zone de sismicité 1 (sismicité très faible).

### Hydrographie

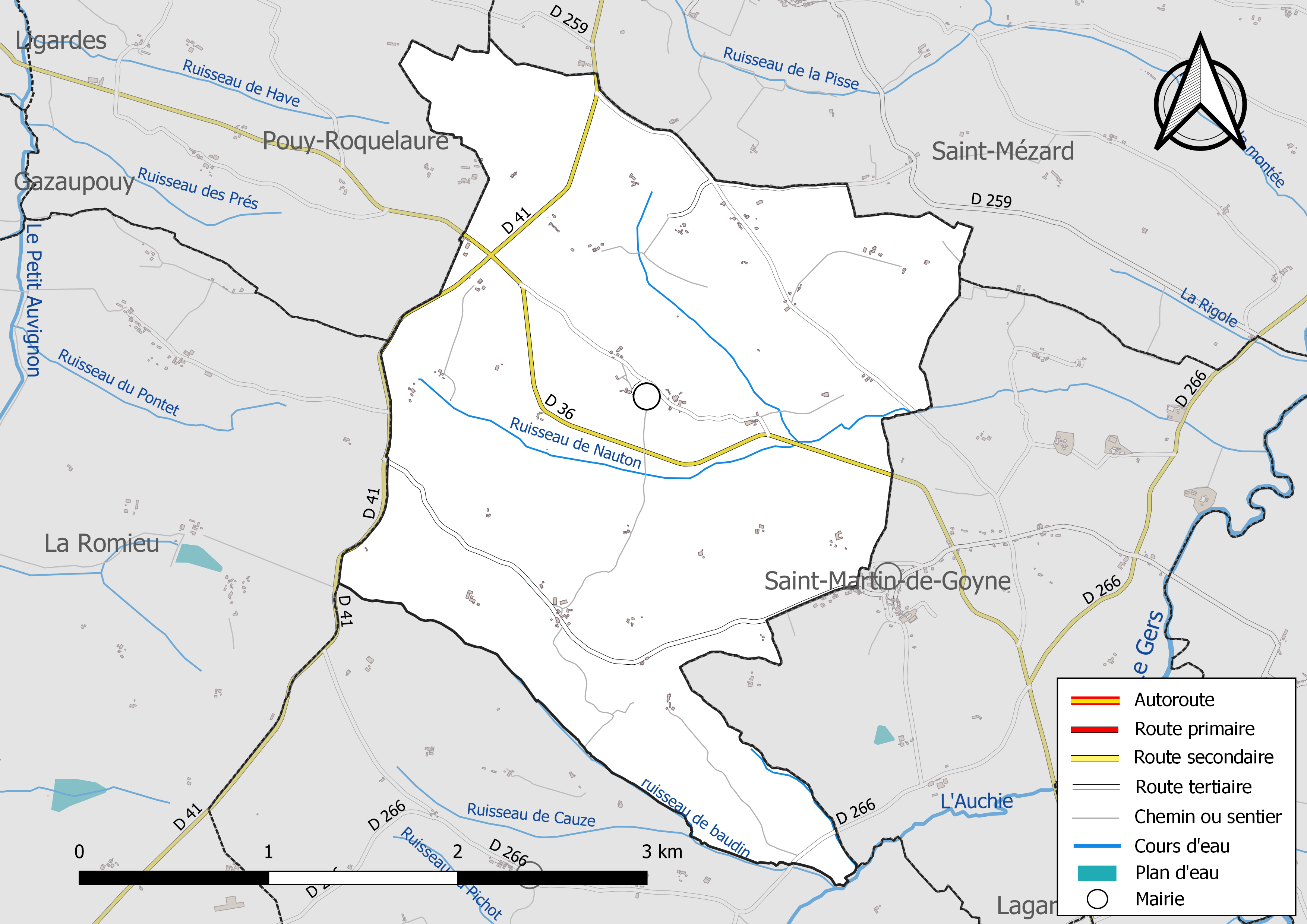
Réseaux hydrographique et routier de Berrac.

La commune est dans le bassin de la Garonne, au sein du bassin hydrographique Adour-Garonne. Elle est drainée par l'Auchie, le ruisseau de baudin, le ruisseau de Cauze, le ruisseau de Lasbouscarrasses, le ruisseau de Nauton et par un petit cours d'eau, qui constituent un réseau hydrographique de 6 km de longueur totale,.
L'Auchie, d'une longueur totale de 15,7 km, prend sa source dans la commune de Terraube et s'écoule vers le nord. Il traverse la commune et se jette dans le Gers à Saint-Martin-de-Goyne, après avoir traversé 7 communes.

### Climat
Pour des articles plus généraux, voir Climat de l'Occitanie et Climat du Gers.
En 2010, le climat de la commune est de type climat du Bassin du Sud-Ouest, selon une étude s'appuyant sur une série de données couvrant la période 1971-2000. En 2020, Météo-France publie une typologie des climats de la France métropolitaine dans laquelle la commune est exposée à un climat océanique altéré et est dans la région climatique Aquitaine, Gascogne, caractérisée par une pluviométrie abondante au printemps, modérée en automne, un faible ensoleillement au printemps, un été chaud (19,5 °C), des vents faibles, des brouillards fréquents en automne et en hiver et des orages fréquents en été (15 à 20 jours).
Pour la période 1971-2000, la température annuelle moyenne est de 13,1 °C, avec une amplitude thermique annuelle de 15,6 °C. Le cumul annuel moyen de précipitations est de 740 mm, avec 10,6 jours de précipitations en janvier et 6,4 jours en juillet. Pour la période 1991-2020, la température moyenne annuelle observée sur la station météorologique la plus proche, située sur la commune de Condom à 16 km à vol d'oiseau, est de 13,9 °C et le cumul annuel moyen de précipitations est de 703,8 mm,. Pour l'avenir, les paramètres climatiques de la commune estimés pour 2050 selon différents scénarios d’émission de gaz à effet de serre sont consultables sur un site dédié publié par Météo-France en novembre 2022.

### Milieux naturels et biodiversité
Aucun espace naturel présentant un intérêt patrimonial n'est recensé sur la commune dans l'inventaire national du patrimoine naturel,,.

## Urbanisme

### Typologie
Au 1er janvier 2024, Berrac est catégorisée commune rurale à habitat très dispersé, selon la nouvelle grille communale de densité à sept niveaux définie par l'Insee en 2022.
Elle est située hors unité urbaine. Par ailleurs la commune fait partie de l'aire d'attraction de Lectoure, dont elle est une commune de la couronne,. Cette aire, qui regroupe 13 communes, est catégorisée dans les aires de moins de 50 000 habitants,.

### Occupation des sols
L'occupation des sols de la commune, telle qu'elle ressort de la base de données européenne d’occupation biophysique des sols Corine Land Cover (CLC), est marquée par l'importance des territoires agricoles (98,6 % en 2018), une proportion identique à celle de 1990 (98,6 %). La répartition détaillée en 2018 est la suivante : 
terres arables (74,8 %), zones agricoles hétérogènes (19,2 %), prairies (4,6 %), forêts (1,4 %). L'évolution de l’occupation des sols de la commune et de ses infrastructures peut être observée sur les différentes représentations cartographiques du territoire : la carte de Cassini (XVIIIe siècle), la carte d'état-major (1820-1866) et les cartes ou photos aériennes de l'IGN pour la période actuelle (1950 à aujourd'hui).

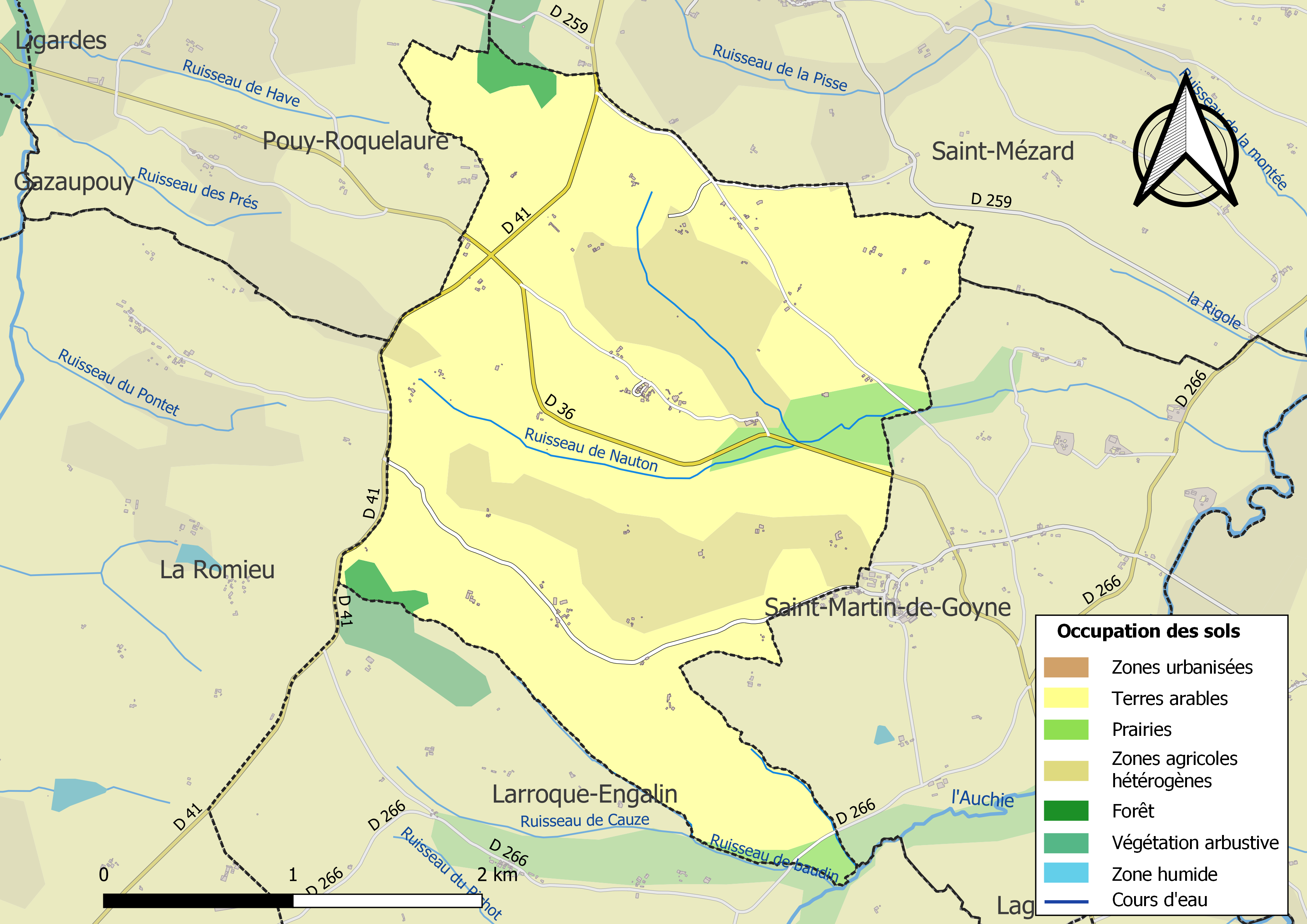
Carte des infrastructures et de l'occupation des sols de la commune en 2018 (CLC).

### Voies de communication et transports
La commune est traversée du nord-ouest vers le sud-est par la route départementale D36, en provenance de Ligardes et poursuivant en direction de Lectoure.

### Risques majeurs
Le territoire de la commune de Berrac est vulnérable à différents aléas naturels : météorologiques (tempête, orage, neige, grand froid, canicule ou sécheresse) et séisme (sismicité très faible). Un site publié par le BRGM permet d'évaluer simplement et rapidement les risques d'un bien localisé soit par son adresse soit par le numéro de sa parcelle.

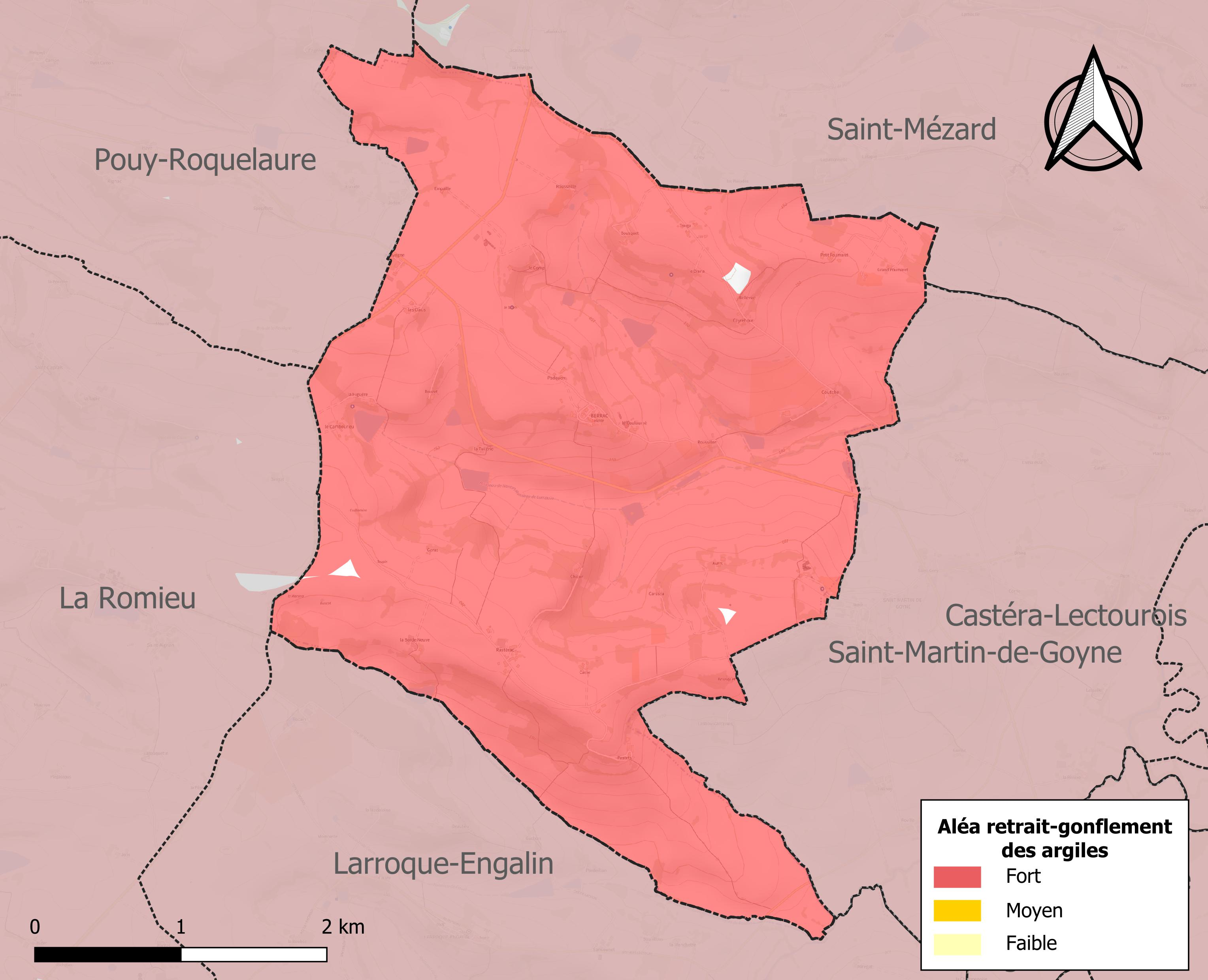
Carte des zones d'aléa retrait-gonflement des sols argileux de Berrac.

Le retrait-gonflement des sols argileux est susceptible d'engendrer des dommages importants aux bâtiments en cas d’alternance de périodes de sécheresse et de pluie. 99,7 % de la superficie communale est en aléa moyen ou fort (94,5 % au niveau départemental et 48,5 % au niveau national). Sur les 63 bâtiments dénombrés sur la commune en 2019, 63 sont en aléa moyen ou fort, soit 100 %, à comparer aux 93 % au niveau départemental et 54 % au niveau national. Une cartographie de l'exposition du territoire national au retrait gonflement des sols argileux est disponible sur le site du BRGM,.
Par ailleurs, afin de mieux appréhender le risque d’affaissement de terrain, l'inventaire national des cavités souterraines permet de localiser celles situées sur la commune.
La commune a été reconnue en état de catastrophe naturelle au titre des dommages causés par les inondations et coulées de boue survenues en 1999 et 2009. Concernant les mouvements de terrains, la commune a été reconnue en état de catastrophe naturelle au titre des dommages causés par la sécheresse en 2003 et 2011 et par des mouvements de terrain en 1999.

## Toponymie
Le mot Berrac est vraisemblablement le nom d'un riche propriétaire de l'époque gallo-romaine (dont le nom de famille commençait par "Berr"), suivi de la terminaison "ac" très fréquente dans le Sud-Ouest et signifiant "le domaine de".

## Histoire
Cette commune est née au milieu du Moyen Âge. Avant 1801, la commune portait le nom de Berrard [source non indiquée]. Berrac est un castelnau. Dans la mouvance franco-anglaise, la seigneurie de Fimarcon, coincée entre l'Agenais, la Lomagne et l'Armagnac, vécut pendant trois siècles dans une grande insécurité. Un système de défense dont les vestiges sont encore apparents, se créa. Plus qu'une ceinture militaire défensive, il s'agissait de refuges et de protection pour les seigneurs locaux. Berrac en fait partie.
(cf https://theses.hal.science/tel-01923512v1/file/Comet_Anais_1_annexes.pdf ) :
Le village de Berrac est un castelnau fondé probablement au 12e ou au 13e siècle, implanté sur un replat d'une petite colline. Des coutumes ont été octroyées aux habitants en 1289. Le texte de ces coutumes a disparu. Parmi les éléments médiévaux conservés dans le village figurent l'église et une partie de l'enceinte. Le chœur de l'église paraît dater du 12e siècle. La nef a été reconstruite à la fin du 15e siècle ou au début du 16e siècle. L'enceinte fortifiée pourrait dater du 13e siècle. La morphologie générale du village a peu évolué entre le début du 19e siècle et aujourd'hui.
Le village de Berrac présente une forme plus ou moins ovoïde. Le parcellaire interne est irrégulier. Les maisons se développent pour l'essentiel sur un étage carré. Elles sont bâties en moellon de calcaire et les toits à longs pans et croupes sont couverts de tuiles creuses. L'église et le mur d'enceinte sont bâtis en moyen appareil de calcaire.

## Politique et administration

### Liste des maires
| Période                                  | Période  | Identité          | Étiquette | Qualité |
| ---------------------------------------- | -------- | ----------------- | --------- | ------- |
| 1965                                     | 2001     | André Bonne       |           |         |
| 2001                                     | 2014     | Jean-Paul Laban   | MPF       |         |
| 2014                                     | En cours | Philippe Augustin | PS        |         |
| Les données manquantes sont à compléter. |          |                   |           |         |

## Population et société

### Démographie
L'évolution du nombre d'habitants est connue à travers les recensements de la population effectués dans la commune depuis 1793. Pour les communes de moins de 10 000 habitants, une enquête de recensement portant sur toute la population est réalisée tous les cinq ans, les populations de référence des années intermédiaires étant quant à elles estimées par interpolation ou extrapolation. Pour la commune, le premier recensement exhaustif entrant dans le cadre du nouveau dispositif a été réalisé en 2004.

En 2022, la commune comptait 114 habitants, en évolution de +15,15 % par rapport à 2016 (Gers : +1,04 %, France hors Mayotte : +2,11 %).
| 1793 | 1800 | 1806 | 1821 | 1831 | 1841 | 1846 | 1851 | 1856 |
| ---- | ---- | ---- | ---- | ---- | ---- | ---- | ---- | ---- |
| 300  | 297  | 308  | 350  | 368  | 352  | 379  | 371  | 320  |

| 1861 | 1866 | 1872 | 1876 | 1881 | 1886 | 1891 | 1896 | 1901 |
| ---- | ---- | ---- | ---- | ---- | ---- | ---- | ---- | ---- |
| 320  | 302  | 277  | 254  | 256  | 250  | 240  | 208  | 212  |

| 1906 | 1911 | 1921 | 1926 | 1931 | 1936 | 1946 | 1954 | 1962 |
| ---- | ---- | ---- | ---- | ---- | ---- | ---- | ---- | ---- |
| 202  | 200  | 180  | 162  | 164  | 152  | 140  | 168  | 161  |

| 1968 | 1975 | 1982 | 1990 | 1999 | 2004 | 2006 | 2009 | 2014 |
| ---- | ---- | ---- | ---- | ---- | ---- | ---- | ---- | ---- |
| 128  | 102  | 90   | 101  | 90   | 86   | 88   | 106  | 99   |

| 2019 | 2022 | - | - | - | - | - | - | - |
| ---- | ---- | - | - | - | - | - | - | - |
| 111  | 114  | - | - | - | - | - | - | - |

### Manifestations culturelles et festivités
- Fête patronale : 16 janvier[26] ;
- Fête communale : jadis le deuxième dimanche d'octobre[26], désormais le deuxième week-end d'août[27].

### Sports
La commune de Berrac, avec ses alentours proches, bénéficie d'une réseau pédestre significatif.
Ce réseau pédestre fait l'objet de deux activités récurrentes :
- Balades berracaises, organisées et animées par le Comité des fêtes de Berrac, une fois par an depuis 2014, selon un parcours préparé parmi six parcours possibles. La randonnée de quatorze kilomètres environ permet aux participants de découvrir le patrimoine pédestre avec, à son issue, apéritif et repas convivial.
- Promenades berracaises, organisées et animées par l'association Berrac village gersois, tous les lundis à 14h00 (et 9h00 en été) depuis 2019. La promenade de 5 à 8 km environ (au départ du cimetière de Berrac, sans réservation) permet aux grands et aux petits de découvrir sur le terrain une partie du patrimoine berracais.

## Économie

### Emploi
|                | 2008  | 2013  | 2018  |
| -------------- | ----- | ----- | ----- |
| Commune        | 5,8 % | 3,4 % | 4,9 % |
| Département    | 6,1 % | 7,5 % | 8,2 % |
| France entière | 8,3 % | 10 %  | 10 %  |

En 2018, la population âgée de 15 à 64 ans s'élève à 59 personnes, parmi lesquelles on compte 68,9 % d'actifs (63,9 % ayant un emploi et 4,9 % de chômeurs) et 31,1 % d'inactifs,. Depuis 2008, le taux de chômage communal (au sens du recensement) des 15-64 ans est inférieur à celui de la France et du département.
La commune fait partie de la couronne de l'aire d'attraction de Lectoure, du fait qu'au moins 15 % des actifs travaillent dans le pôle,. Elle compte 30 emplois en 2018, contre 18 en 2013 et 27 en 2008. Le nombre d'actifs ayant un emploi résidant dans la commune est de 41, soit un indicateur de concentration d'emploi de 72,8 % et un taux d'activité parmi les 15 ans ou plus de 46,9 %.
Sur ces 41 actifs de 15 ans ou plus ayant un emploi, 16 travaillent dans la commune, soit 40 % des habitants. Pour se rendre au travail, 72,1 % des habitants utilisent un véhicule personnel ou de fonction à quatre roues, 11,6 % s'y rendent en deux-roues, à vélo ou à pied et 16,3 % n'ont pas besoin de transport (travail au domicile).

### Activités hors agriculture
9 établissements sont implantés  à Berrac au 31 décembre 2019.
Le secteur du commerce de gros et de détail, des transports, de l'hébergement et de la restauration est prépondérant sur la commune puisqu'il représente 33,3 % du nombre total d'établissements de la commune (3 sur les 9 entreprises implantées  à Berrac), contre 27,7 % au niveau départemental.

### Agriculture
La commune est dans le « Haut-Armagnac », une petite région agricole occupant le centre du département du Gers. En 2020, l'orientation technico-économique de l'agriculture  sur la commune est la culture de céréales et/ou d'oléoprotéagineuses.
|               | 1988 | 2000 | 2010  | 2020  |
| ------------- | ---- | ---- | ----- | ----- |
| Exploitations | 16   | 14   | 13    | 12    |
| SAU (ha)      | 766  | 983  | 1 054 | 1 502 |

Le nombre d'exploitations agricoles en activité et ayant leur siège dans la commune est passé de 16 lors du recensement agricole de 1988  à 14 en 2000 puis à 13 en 2010 et enfin à 12 en 2020, soit une baisse de 25 % en 32 ans. Le même mouvement est observé à l'échelle du département qui a perdu pendant cette période 51 % de ses exploitations,. La surface agricole utilisée sur la commune a quant à elle augmenté, passant de 766 ha en 1988 à 1 502 ha en 2020. Parallèlement la surface agricole utilisée moyenne par exploitation a augmenté, passant de 48 à 125 ha.

## Culture locale et patrimoine

### Protection et bases de référence du patrimoine
Berrac bénéficie de deux sites et d'un monument, inscrits au titre des Monuments Historiques :
- Le site formé par l'église (façade, élévations, toiture), le cimetière et leurs abords (cf arrêté du 9 mars 1943) ;
- Le site formé par le château de Cadreils et ses abords (cf arrêté du 5 avril 1943) ;
- Le monument formé par les façades et toitures du château de Cadreils (cf arrêté du 26 mars 1973).

Berrac possède cinq monuments répertoriés dans la base Mérimée ( https://www.pop.culture.gouv.fr/search/list?base=%5B%22Patrimoine%20architectural%20%28M%C3%A9rim%C3%A9e%29%22%5D ). Les éléments répertoriés sont les suivants : Fortification du village, Château de Cadreils (deux fiches), Eglise Saint-Marcel, Croix de Pastex et Fermes du village.
Berrac a fait l'objet en 2017 d'une étude monumentale et architecturale lors d'une Thèse d'histoire en quatre volumes par Anaïs Comet concernant les "Villages et bourgs de la Gascogne gersoise à la fin du Moyen âge (1250-1550) : transformations morphologiques et architecturales" ( https://theses.hal.science/tel-01923512 ). Les éléments étudiés à Berrac étaient : Village de Berrac, Fortification et Eglise Saint-Marcel.
Le patrimoine de Berrac est répertorié et préservé par l'association Berrac Village Gersois, créée en juillet 2014 et reconnue d'Intérêt Général en mai 2021.

### Lieux et monuments
Aujourd'hui, de nombreux vestiges et monuments remarquables subsistent à Berrac : murs fortifiés, chemin de ronde, église Saint-Marcel, cimetière...
L'ancien château féodal n'existe plus mais le château de Cadreils situé en dehors du village y a fait suite avec les cadets des seigneurs de Berrac.
L'église Saint-Marcel recèle de petits trésors : peintures murales, statues, colonnes et chapiteaux de toute beauté, chapelle Sainte-Odile, mosaïque "à l'italienne", crypte des anciens seigneurs du lieu.
Le village est riche également de nombreuses histoires, notamment celle des anciens seigneurs de Berrac et de leurs faits d'armes aux croisades ; les fresques des anges musiciens, enfermées entre l'ancienne et la nouvelle voûte de l'église ; les reliques de Sainte Odile, offertes par l'évêque de Strasbourg ; la crypte de l'église, mystérieusement murée puis récemment redécouverte ; le dernier curé de Berrac et de son élevage miraculeux de lapins ; les "Lettres à mon fils", lettres de Marie Roucaud à son fils Fernand, mort au front en 1918 à l'âge de 19 ans, et qui lui relatent son quotidien au début du 20e siècle.
Les principaux lieux et monuments de Berrac sont les suivants :
- Le château médiéval et les remparts du village : A l'origine du castelnau, le château féodal est mentionné pour la première fois en 1279. Il se  situait à l'intérieur des fortifications, à l'ouest du village et au sud de l'église. Ce château, longtemps occupé par les seigneurs de Berrac, a complètement disparu. La fortification du village de Berrac paraît dater du 13e siècle. Elle n'est conservée que sur le front nord-ouest du village. Elle est répertoriée en base Mérimée ( https://www.pop.culture.gouv.fr/notice/merimee/IA32100356 ).
- Le château de Cadreils construit à la fin du XVIIe siècle et situé au lieu-dit Cadreils à 2 km au sud-ouest du village sur une colline, en partie caché par un petit bois. Propriété privée. Ne se visite pas. Le bâtiment origine date du 15e siècle et correspond à un pavillon trapu à deux étages, du côté de la tour de la Mariée, flanqué de la tour ronde. Les autres bâtiments ont été rajoutés ultérieurement. Corps de bâtiment avec galerie ajouté en 1689 et portant la date. Façade d'allure classique. Intérieur remanié au 18e siècle (escalier). Pigeonnier type "pied de mulet" portant la date de 1690 sur son arcade. Le site du château et de ses abords est inscrit aux Monuments Historiques le 5 avril 1943. Le château également (façades et toitures) en tant que Monument le 26 mars 1973. Le château est répertorié en base Mérimée ( https://www.pop.culture.gouv.fr/notice/merimee/IA00038729 et https://www.pop.culture.gouv.fr/notice/merimee/PA00094740 ).
- Le moulin à vent d'Avers, situé au lieu-dit Avert à 1 km au sud-ouest du village. Reconverti en pigeonnier depuis 1859 et restauré en 2014. Propriété privée. Ne se visite pas.
- L'église médiévale Saint-Marcel. Elle est implantée dans l'angle nord-ouest du village dont elle constitue une partie de l'enceinte. Il s'agit d'un édifice à nef unique terminée par une abside semi-circulaire. Le clocher-mur est implanté sur la façade occidentale. Le portail est percé dans le mur sud. Le chœur est bâti en grand appareil de pierre calcaire, la nef en moyen appareil et les chapelles en moellon. La toiture à longs pans sur la nef, appentis sur les chapelles et croupe sur le chevet, est couverte de tuiles creuses. Le chœur semble dater du 12e siècle. La nef a été reconstruite au 15e ou au 16e siècle. Le porche est daté de 1724. Les voûtes et les chapiteaux de la nef ont été repris au 19e siècle. La crypte, qui avait été murée en 1925 et oubliée sous une dalle, a été redécouverte. Cette crypte avait renfermé autrefois les dépouilles des seigneurs de la commune[32]. Il y a également un chemin de croix dans l'église. L'intérieur de l'église a été entièrement restauré en 2007, ainsi que la totalité des vitraux (2021). L'église et le village se visitent (en visite libre ou guidée). Le site de l'église et de ses abords est inscrit aux Monuments Historiques le 9 mars 1943. L'église est répertoriée dans la base Mérimée[33].
- Le cimetière au coeur du village, avec son terre-plein enherbé, son très beau cèdre avec nombreux cyprès, et son Carré militaire (le plus petit de France) accueillant la tombe de deux soldats de la guerre 1914-1918. Cimetière clos entièrement par quatre murs. Grille d’entrée en fer forgé datée de 1883.
- Deux puits anciens communaux existent au village. L'un est à côté de la mairie. L'autre est à côté du cimetière sur l'aire de pique-nique, dont la ferronnerie a été restaurée.
- Une croix de chemin en calcaire (croix de Pastex ou de Saint-Orens) datée de 1817[34]. Située à 1 km au sud-ouest du village, à la croisée des deux routes de Rastérac et de Pastex. Elle doit son nom à une petite église dédiée à Saint-Orens, sans doute un prieuré appartenant à Cluny, qui était situé dans le champ faisant l'angle sud-ouest de la croisée. La croix est répertoriée en base Mérimée ( https://www.pop.culture.gouv.fr/notice/merimee/IA00038730 ).
- Chemin et lavoir du Turon : A la sortie nord-ouest du village se trouve le chemin du Turon, joli chemin forestier. Au bout du chemin se trouvent la source du Turon, un lavoir, deux abreuvoirs et une fontaine datée de 1949.
- Le "Petit musée naturel des plantes sauvages comestibles" situé à la sortie nord-ouest du village, sur le chemin du Turon. Ce musée végétal est constitué de vingt planches botaniques plantées le long du chemin. Ce petit musée (projet gersois n°160) a reçu le premier prix du canton Lectoure-Lomagne dans le cadre du premier Budget participatif gersois - édition 2018.
- Le bélier hydraulique de Berrac, prototype industriel privé réhabilité à des fins pédagogiques depuis 2015[35]. Ce bélier est, en 2023, l'un des seuls béliers hydrauliques du Gers encore en fonctionnement ( http://www.regispetit.fr/bel_pra.htm#pra7 ).
- Un réseau pédestre significatif, sur le domaine de Berrac et des communes limitrophes, pour le plaisir des promeneurs et randonneurs.
- La chapelle Notre-Dame d'Esclaux du 16e siècle et son calvaire se trouvent à proximité de la commune[36], à Saint-Mézard.

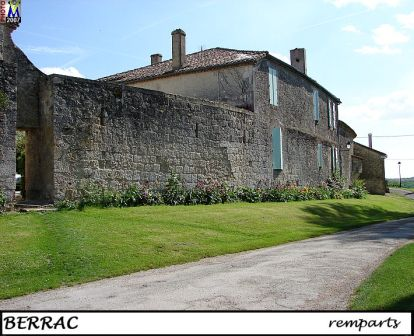
Remparts du village
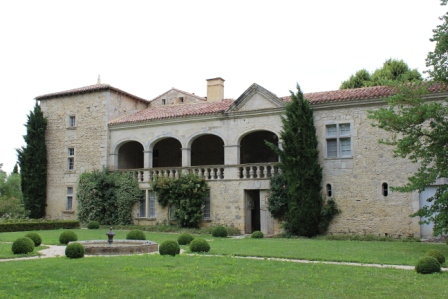
Château de Cadreils
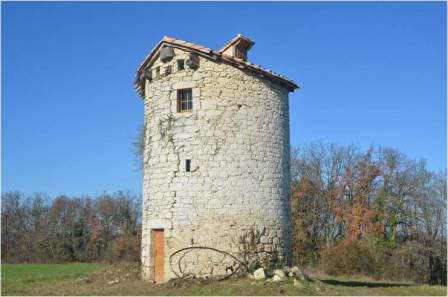
Moulin à vent d'Avers
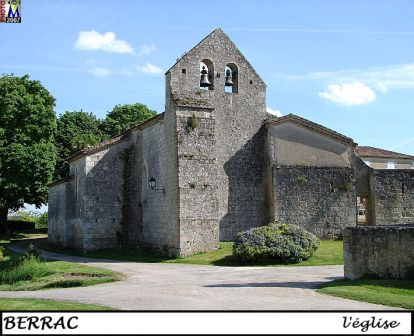
Eglise Saint-Marcel
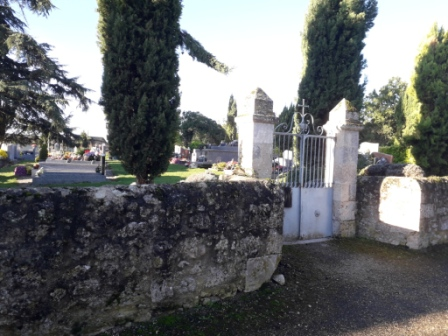
Cimetière
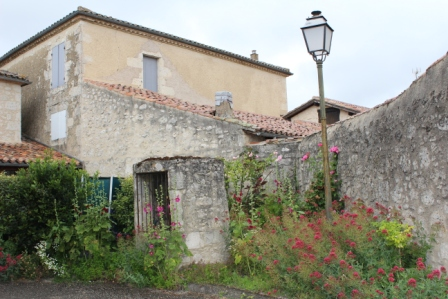
Puits communal à côté de la mairie
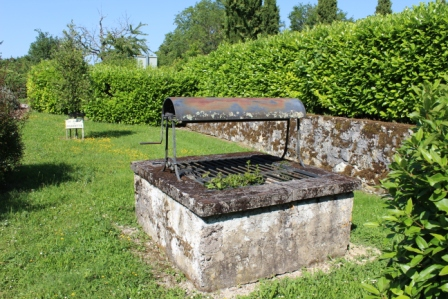
Puits communal à côté du cimetière
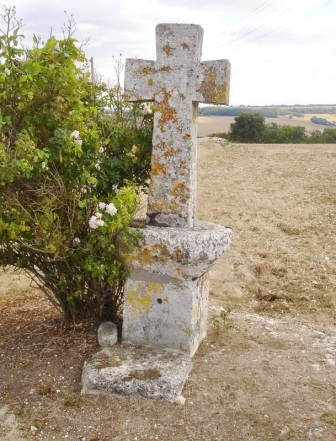
Croix de Pastex
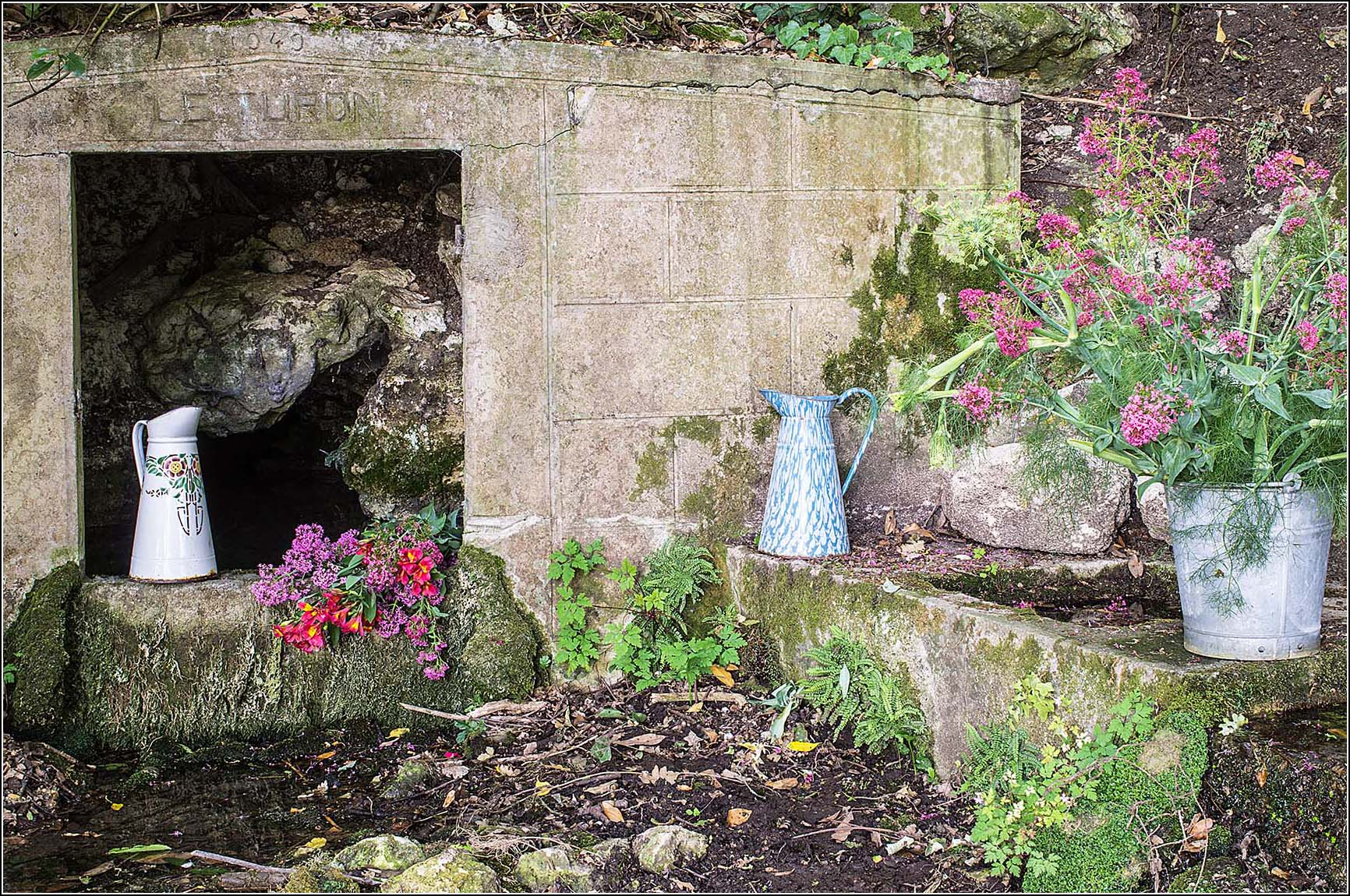
Fontaine du Turon
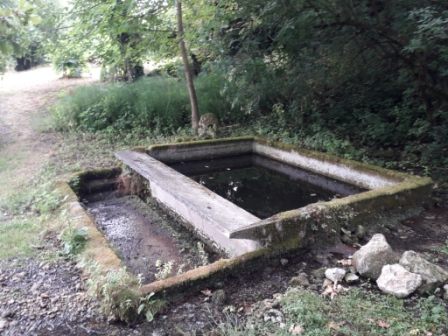
Lavoir du Turon
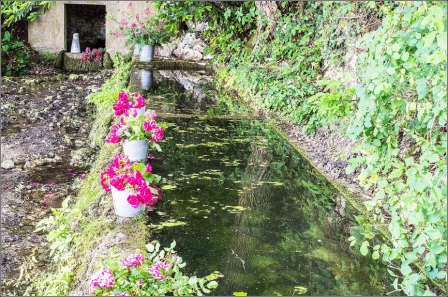
Abreuvoirs du Turon
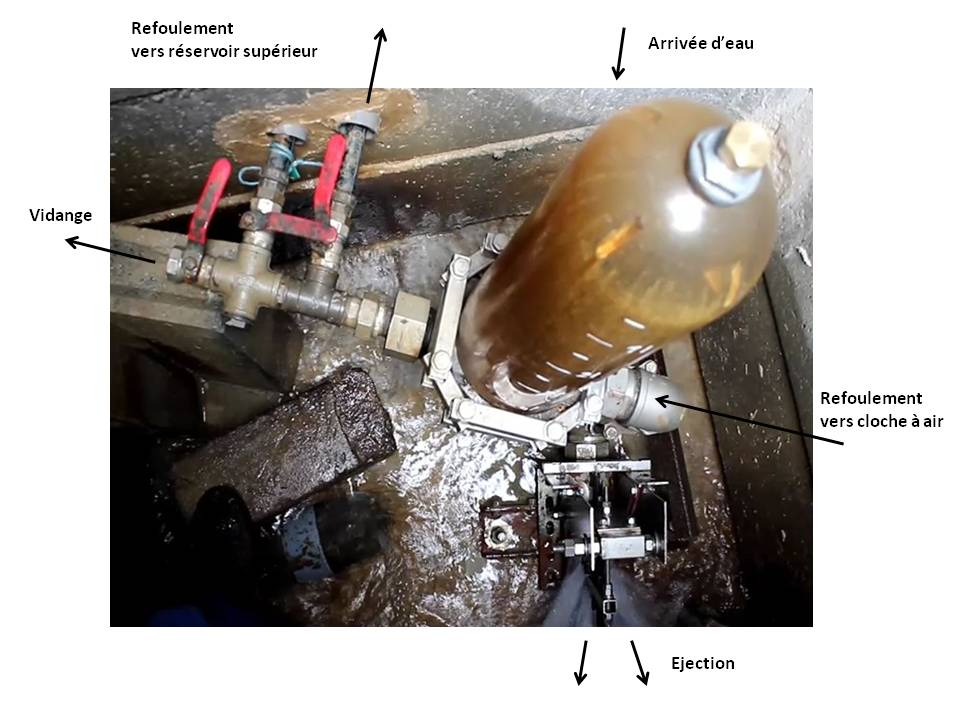
Bélier hydraulique de Berrac